# Ордерик Витал
Отдерик Витал (16. фебруар 1075 – 13. јул 1142) је био нормандијски монах манастира Светог Ебрулфа и историчар. 

## Биографија
Ордериков отац Оделерије био је свештеник у служби Роџера, грофа Шросберија. Отац га је са десет година предао манастиру светог Ебрулфа где је стекао изванредно образовање. Године 1108. је рукоположен за свештеника. Већ наредне године је написао своју допуну „Дела нормандијских војвода“ Виљема од Жимијежа. Дело по којем је познат је Historia ecclesiastica у тринаест књига. Писао га је највероватније између 1114 и 1141. године. Од опата Рогера је добио задатак да састави краћи текст о историји манастира и овај текст, знатно проширен, чини последње књиге „Црквене историје“. Први део је, међутим, превазишао намере Рогера и постао обухватни извор за историју Западне Европе у 11. и 12. веку. Овај део је нарочито драгоцен јер је писан на основу данас изгубљеног дела Роберта од Поатјеа. Пред крај живота, Олдерик је додао и прве две књиге које укратко разматрају историју цркве од Христовог рођења до пишчевих дана. „Црквена историја“ је једно од најзначајнијих дела за норманску историју, али и за историју Енглеске и Француске у 11. и 12. веку. 